# リリベット・マウントバッテン＝ウィンザー
リリベット・ダイアナ・オブ・サセックス (英語: Princess Lilibet Diana of Sussex、2021年6月4日 - ) は、アメリカ合衆国在住のイギリスの王族。女児。
サセックス公ヘンリー王子と同夫人メーガンの娘。彼女はチャールズ3世の5人目の孫になり、英国の王位継承順位は7位である。

## 出生と家族
2021年6月4日、サセックス公夫妻の第2子、長女として誕生した。
カリフォルニア州サンタバーバラのサンタバーバラ病院で生まれ、アメリカ合衆国とイギリスの二重国籍を有する。
父親はイギリス王室の一員であり、母親は人種間混血の先祖を有する。父方の曾祖母エリザベス2世の家族内での愛称「リリベット」と 、父方の祖母ダイアナ・スペンサーの名前にちなんで命名された。
2022年6月1日、両親・兄のアーチーと共に英国に帰国し、その48時間後にウィンザー城で非公式にエリザベス2世と面会した。
リリベットと家族は、主にカリフォルニア州のモンテシトに居住している。

## 称号と継承順位
リリベット・マウントバッテン＝ウィンザーはイギリス王室の王位継承順位は7位であり、イギリス国外で出生した者では最も順位が高い。兄のアーチーに対しての決定と同様に、彼女が称号を有する可能性は低いと見られていた。
1917年のジョージ5世の勅許状では「王子・王女」の称号は国王の孫までであり、祖父のチャールズ3世が国王となった2022年9月8日の時点で彼女は王女の称号を名乗る資格を得た。母親のメーガン(サセックス公爵夫人)は、2021年のテレビインタビュー（w:Oprah with Meghan and Harry）において、チャールズ3世が計画している王室のスリム化の一環として称号創設を廃止される変更がなされるであろうと言われたことがあると発言している。チャールズは縮小された王室を望み、ヘンリーとメーガンの交際がはじまるずっと以前から個人的にロビー活動をしてきた。2023年までは王女の称号は名乗らず、年少の貴族の息女に使われる"Miss"を使っていたが、同年3月3日に洗礼を受け、正式に王女を名乗ることとなった。
出生証明書には父親について「Duke of Sussex」「His Royal Highness」(王室離脱の折にこの敬称の使用をしないことで同意している)と表記されていたが、母親については「Rachel Meghan Markle」と敬称なしの表記となっていたことが報じられた。